# 五戸町立倉石中学校
五戸町立倉石中学校（ごのへちょうりつ くらいしちゅうがっこう）は、青森県三戸郡五戸町倉石中市にある公立中学校。

## 沿革
- 1969年（昭和44年）
  - 4月1日 - 又重中学校と中市中学校を統合し、倉石村立倉石中学校として、中市中学校々舎に合併発足。
  - 8月27日 - 特別教室4教室増築。
- 1970年（昭和45年）3月16日 - 校歌制定、校旗樹立。
- 1987年（昭和62年） - 現校舎完成[1]。
- 2004年（平成16年）7月1日 - 倉石村が五戸町へ合併されたため、五戸町立倉石中学校と改称。

## 生徒数
2022年（令和4年）5月1日現在
| 学年 | 1年 | 2年 | 3年 | 特別支援 | 合計 |
| ---- | --- | --- | --- | -------- | ---- |
| 学級 | 1   | 1   | 1   | 2        | 5    |
| 生徒 | 9   | 23  | 12  | 0        | 44   |

## 学区
- 大字倉石石沢・大字倉石中市・大字倉石又重（旧倉石村域）[3]

## 周辺
- 国道454号
- 五戸町役場倉石支所（旧:倉石村役場）
- 八戸農業協同組合倉石支店
- 五戸川
- 五戸警察署倉石派出所

## アクセス
- 五戸町コミュニティバス金ヶ沢線で、「倉石支所前」バス停下車後、徒歩。